# MAC d'una clau
MAC d'una clau (OMAC) és una família de codis d'autenticació de missatges construïts a partir d'un xifrat de blocs semblant a l'algorisme CBC-MAC. Es pot utilitzar per garantir l'autenticitat i, per tant, la integritat de les dades. Es defineixen dues versions:
- L'OMAC original de febrer de 2003, que s'utilitza poques vegades. El nom preferit és ara "OMAC2".
- El refinament OMAC1, que es va convertir en una recomanació del NIST el maig de 2005 sota el nom de CMAC.

OMAC és gratuït per a tots els usos: no està cobert per cap patent.

## Història
El nucli de l'algoritme CMAC és una variació de CBC-MAC que Black i Rogaway van proposar i analitzar amb el nom de "XCBC" i presentada al NIST. L'algorisme XCBC aborda de manera eficient les deficiències de seguretat de CBC-MAC, però requereix tres claus.
Iwata i Kurosawa van proposar una millora de XCBC que requereix menys material clau (només una clau) i van anomenar l'algorisme resultant One-Key CBC-MAC (OMAC) als seus articles. Més tard van presentar l'OMAC1 (=CMAC), un perfeccionament de l'OMAC i una anàlisi de seguretat addicional.

## Algorisme
Per generar una etiqueta CMAC de ℓ-bit (t) d'un missatge (m) utilitzant un xifratge de bloc de bits b(E) i una clau secreta (k), primer genera dues subclaus de bits b (k1 i k2) utilitzant el següent algorisme (això és equivalent a la multiplicació per x i x2 en un camp finit GF(2b)). Sigui ≪ l'operador estàndard de desplaçament a l'esquerra i ⊕ l'exclusiu per bits o:
1. Calcula un valor temporal k 0 = E k (0).
2. Si msb( k 0 ) = 0, aleshores k 1 = k 0 ≪ 1, sinó k 1 = ( k 0 ≪ 1) ⊕ C ; on C és una certa constant que només depèn de b. (Concretament, C són els coeficients no líders del primer polinomi binari de grau b irreductible lexicogràficament amb el nombre mínim d'uns: 0x1B per a blocs de 64 bits, 0x87 per a blocs de 128 bits i 0x425 per a blocs de 256 bits.)
3. Si msb(k1) = 0, aleshores k2 = k1 ≪ 1, sinó k2 = (k1 ≪ 1) ⊕ C.
4. Retorna claus ( k 1, k 2 ) per al procés de generació MAC.

Com a petit exemple, suposem b = 4, C = 00112 i k0 = Ek(0) = 01012. Aleshores k1 = 10102 i k2 = 0100 ⊕ 0011 = 01112.

## Implementacions
- Implementació de Python: vegeu l'ús de la funció AES_CMAC() a " impacket/blob/master/tests/misc/test_crypto.py " i la seva definició a " impacket/blob/master/impacket/crypto.py "
- Implementació de Ruby